# Embajada de Venezuela en Washington D. C.
La Embajada de Venezuela en Washington D.C. era la misión diplomática de la República Bolivariana de Venezuela en los Estados Unidos. La embajada se construyó en la década de los '30 y está ubicada en 1099 30th Street, Northwest, Washington D. C. en el vecindario de Georgetown. Los funcionarios de la embajada son designados por el Presidente de Venezuela. 
El 23 de enero de 2019, el gobierno de Venezuela encabezado por Nicolás Maduro rompió relaciones diplomáticas con Estados Unidos. Las embajadas y consulados venezolanos en el país y fueron administrados por representantes de Juan Guaidó, reconocido por los Estados Unidos como presidente encargado de Venezuela durante la crisis presidencial de Venezuela. La embajada también operaba consulados-generales en Boston, Chicago  la ciudad de Nueva York, San Francisco, Houston, Miami y Nueva Orleans.
En enero de 2023, la embajada y consulados venezolanas en Estados Unidos fueron cerradas tras la destitución de Guaidó.

## Historia

Fachada del edificio de la embajada de Venezuela en la avenida Massachusetts, 1939.

Las relaciones con Estados Unidos datan desde los días del libertador Simón Bolívar. Junto con Francisco de Miranda y otros próceres de la independencia, Bolívar hizo frecuentes viajes a Norteamérica. La primera embajada de Estados Unidos en Venezuela fue establecida en la ciudad de Maracaibo en 1824. Venezuela fue reconocida oficialmente por Estados Unidos el 28 de febrero de 1835. 

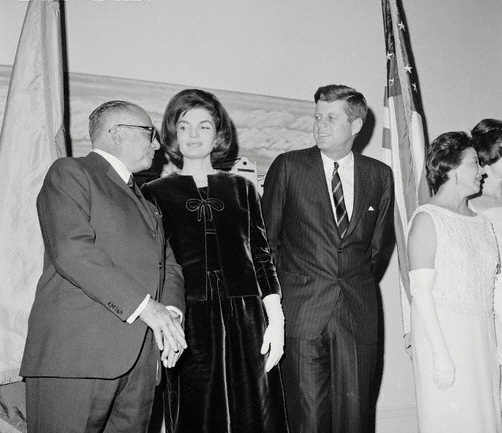
Rómulo Betancourt, Jacqueline Kennedy Onassis y John F. Kennedy en la embajada en 1963.

A finales de los años 1930 se construyó el edificio de la embajada de Venezuela en el lote 2445 de la avenida Massachusetts, conocida como Embassy Row por su alto porcentaje de embajadas. El edificio es ahora residencia del embajador de Venezuela en Estados Unidos. Previo a ello, la residencia del embajador se encontraba en la calle California, número 2437, a poca distancia de la avenida Massachusetts.

### Crisis presidencial de 2019
El 24 de enero de 2019, Nicolás Maduro ordenó el cierre tanto de la embajada como de todos los consulados de Venezuela en Estados Unidos. Esta medida se produjo como respuesta al reconocimiento de Estados Unidos de Juan Guaidó como presidente interino. El 29 de enero de 2019, Juan Guaidó designó a Carlos Vecchio como embajador de Venezuela en Estados Unidos. Este movimiento fue reconocido por el Secretario de Estado de los Estados Unidos, Mike Pompeo.

#### Ocupación por Code Pink
El 10 de abril de 2019, el grupo de miembros de Code Pink y otras organizaciones de izquierda comenzaron a ocupar la embajada por invitación del gobierno de Maduro. A partir del 1 de mayo, cincuenta estadounidenses que apoyan a Maduro vivían en el edificio, cuya entrada fue bloqueada por sus ocupantes. Como respuesta, cientos de simpatizantes de Guaidó, en su mayoría ciudadanos venezolanos, se reunieron frente a la embajada en protesta, burlándose de los ocupantes, en su mayoría estadounidenses, por no hablar español y llamándolos ladrones e intrusos. El enfrentamiento provocó enfrentamientos entre ambos grupos. Según los ocupantes de la embajada, los manifestantes impidieron que la gente trajera alimentos. Los ocupantes sostenían carteles afuera de la embajada que decían "¡Manos fuera de Venezuela!" y "No a los planes golpistas estadounidenses", mientras los manifestantes coreaban "Guaidó" y "Manos fuera de mi embajada". El 8 de mayo, la compañía eléctrica cortó la electricidad a la embajada,  y el 11 de mayo también se cortó el agua corriente.
El 13 de mayo, luego de permanecer más de un mes en la embajada, las autoridades entregaron una notificación de desalojo a sus ocupantes, pidiéndoles que se fueran de inmediato. Gustavo Tarre, representante de Venezuela ante la Organización de los Estados Americanos, declaró a The Associated Press que en ese momento había siete personas en el edificio, tres de las cuales se fueron después de que se hizo la notificación.El 16 de mayo, los cuatro manifestantes restantes: Kevin Zeese, Margaret Flowers, Adrienne Pine y David Paul, fueron sacados a la fuerza de la embajada por la policía. El periodista Max Blumenthal, quien tiene buenas relaciones con Nicolás Maduro, fue detenido en octubre de 2019 acusado de agredir a una mujer embarazado durante la toma de la embajada; los cargos fueron retirados más tarde. Durante el Foro de Sao Paulo de 2019 , Maduro condecoró a Code Pink por sus acciones, otorgándoles una réplica del sable de Simón Bolívar.

#### Pinturas perdidas
El Departamento del Tesoro de los Estados Unidos, en colaboración con la Oficina Federal de Investigaciones (FBI) y los Carabinieri italianos, abrió una investigación sobre piezas de arte europeas y latinoamericanas que desaparecieron durante la salida de los representantes de Maduro y la ocupación de Code Pink. Las pinturas fueron exhibidas durante el Banco Interamericano de Desarrollo en Washington 2018, incluyendo un paisaje de Caracas de Manuel Cabré, el retrato de “Juanita” de Armando Reverón y una pieza de realismo social de Héctor Poleo. Juntas, se estima que las pinturas valen alrededor de $ 1 millón.

### Servicios consulares
Carlos Vecchio declaró que la administración de Maduro, y su antecesor Hugo Chávez, habían negado los servicios consulares a los venezolanos en Estados Unidos durante más de 10 años. director de Consultar Affairs, Brian Fincheltub, anunció que la embajada reactivaría progresivamente dichos servicios. El 28 de mayo, Vecchio anunció la creación del Registro Consular Único, que permite a los ciudadanos venezolanos en Estados Unidos acceder a su red de servicios. Gustavo Marcano, Ministro Consejero de la embajada, explicó que en la primera fase del Registro Consular se realizará un censo oficial de venezolanos residentes, para determinar en qué estados y ciudades se encuentran distribuidos para informar sobre su situación actual y el estado consular. necesita a la embajada. Marcano luego afirmaría que el 70% de los ciudadanos en el Registro expresaron que su principal necesidad era la extensión del pasaporte.
Juan Guaidó anunció la extensión de la vigencia de los pasaportes venezolanos vencidos por cinco años desde su fecha de vencimiento. El 7 de junio de 2017, el Departamento de Estado de los Estados Unidos anunció el reconocimiento de esta prórroga para la emisión de visas y otros trámites consulares; el Departamento también anunció que la Patrulla Fronteriza de los Estados Unidos también aceptaría estos pasaportes. En conferencia de prensa, Vecchio explicó que los venezolanos podrían ingresar a Estados Unidos con pasaportes vencidos, solicitar visas o utilizarlas como documento de identificación válido para trámites como la licencia de conducir.
En 2020, la embajada de Venezuela anunció que a partir del 19 de febrero los residentes venezolanos podrían solicitar "Cartas de No Objeción" para solicitudes de permanencia por estudios o trabajo, trámite que realizarían la misión diplomática de Guaidó y el Departamento de Estado de EE. UU. El director de Asuntos Consulares, Brian Fincheltub, anunció que la embajada activará el trámite y emisión de dichos documentos, sin costo alguno. El documento permite a los extranjeros en los Estados Unidos extender su período de estadía originalmente autorizado en la visa.